# Sloanea terniflora
Sloanea terniflora là một loài thực vật có hoa trong họ Côm. Loài này được (Moç. & Sessé ex DC.) Standl. miêu tả khoa học đầu tiên năm 1944.